# Störungsmanagement
Störungsmanagement beschreibt die Bearbeitung von internen und externen Störungen im technischen Auftragsabwicklungsprozess. Schwerpunktmäßig wird die Produktion von komplexen, mehrteiligen Produkten in der Einzel- und Kleinserienproduktion betrachtet.
Es wird gemeinhin dem Qualitätsmanagement zugeordnet, hat sich aber als eigenständiger Forschungszweig etabliert. Sinkende Stückzahlen innerhalb einer Baureihe und eine steigende Variantenvielfalt sowie kurzfristige Produktänderungen im Serienanlauf oder der Serienproduktion erfordern prozessübergreifende Regelkreise, die innerhalb des Qualitätsmanagements nicht abgebildet werden. 
Die Ziele des Störungsmanagements sind zum einen die schnelle Behebung von Störungen im Produktionsprozess, um Zeit-, Kosten- und Qualitätsziele nicht zu gefährden (Verminderung der Auswirkung). Zum anderen sollen Zusammenhänge zwischen Produktentwicklungs- und Produktionsprozessen aufgezeigt werden, die Maßnahmen zur Störungsvermeidung ermöglichen (Verminderung der Häufigkeit).
Unterteilt man Störungen nach dem Produktlebenszyklus, kann man Störungen im Produktionsprozess (interne Störungen) und Störungen in der Produktverwendung (externe Störungen) unterscheiden.
Die Bearbeitung von extern auftretenden Störungen beschreibt das Reklamationsmanagement.

## Zentrale Methoden
- Eskalationsprinzip
- Demingkreis
- Workflow-Management